# Имиш, Яромер Хендрих

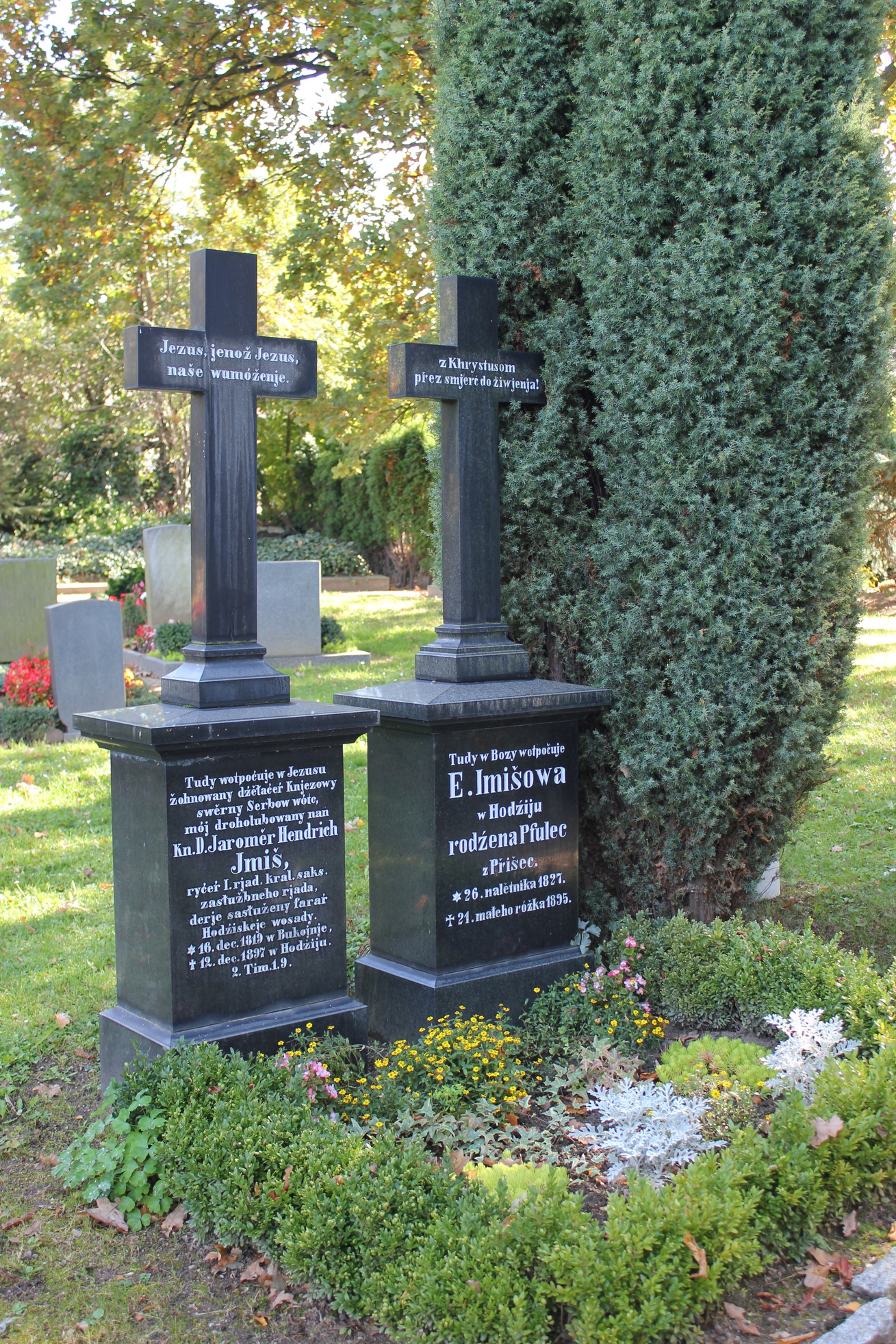
Могила Яромера Имиша и его жены Милы Имишовой, Гёда, Германия

Яромер Хендрих Имиш (в.-луж. Jaroměr Hendrich Imiš), или Фридрих Хайнрих Иммиш нем. Friedrich Heinrich Immisch; 16 декабря 1819 год, Букойна, Верхняя Лужица, курфюршество Саксония — 12 декабря 1897 года, Гёда, Верхняя Лужица, курфюршество Саксония) — протестантский пастор, серболужицкий церковный писатель и общественный деятель, почётный доктор Лейпцигского университета.

## Биография
Яромер Хендрих Имиш родился 16 декабря 1819 года в Бухвальде в семье Яна Яромера Имиша и Зофьи Элеоноры Шарлотты из рода Голчец. Окончил начальную школу в Барте. С 1832 по 1840 год учился в гимназии в Баутцене, где в 1839 году вместе с Яном Арноштом Смолером, Корлой Мосаком-Клосопольским основал «Будишинское славянское общество» (лат. Societas Slavica Budissiniensis) для гимназистов-лужичан. В 1840 года поступил на теологический факультет Лейпцигского университета, где также вступил в братство студентов-лужичан. С 1851 по 1858 год служил пастором в Ослинге, с 1858 по 1897 год в Гёде.
В 1847 году стал одним из основателей лужицкого культурно-общественного общества «Матицы сербской» (Maćica Serbska). Во время революционных событий в Германии был одним из участников по организации так называемой петиции «Wulka próstwa Serbow» (Великое обращение серболужичан), которая была направлена в Саксонский парламент. Эту петицию подписали около 40 тысяч серболужичан. После провалившейся буржуазной революции 1848—1849 года встал на сторону консерваторов, из-чего подвергся критике со стороны возрождавшегося национального движения лужичан в королевстве Саксония.
В 1849 году, вместе с другими пасторами-лужичанами, основал «Серболужицкое лютеранское книжное общество» (Serbske lutherske knihowne towarstwo), которое сыграло важную роль в издании и распространении протестантской литературы среди лужичан. С 1849 года по 1853 год издавал церковный журнал «Zernička». 28 августа 1851 года женился Миле Пфулец. В 1867 году получил назначение в «Лужицкое проповедническое общество» в Лейпциге. Позднее за вклад в издание литературы на лужицких языках был избран почётным членом «Сорабии» — серболужицкого клуба при Лейпцигском университете. С одобрения министерства культуры королевства Саксония в 1877 году в этом университете провёл семинар по гомилетике для лужичан, пасторов и студентов-теологов.
В 1876—1881 годах был членом Синода Евангелическо-Лютеранской Церкви в Королевстве Саксония. В 1883 году был обвинён в распространении идей панславизма среди лужичан, и даже осуждён. 12 ноября 1885 года состоялся судебный процесс над Яромером Имишем, во время которого его адвокатом был его давний друг Корла Мосак-Клосопольский. Был оправдан судом. В ответ своим оппонентов, обвинявших его в панславизме, написал книгу «Der Panslawismus unter den sächsischen Wenden mit russischem Geld betrieben und zu den Wenden in Preußen hinübergetragen. Deutsche Antwort eines sächsischen Wenden», в которой представлял политическую позицию серболужицкой интеллигенции того времени.

## Награды
Король Саксонии наградил его орденом За заслуги I степени. Лейпцигский университет присвоил ему звание почетного доктора. С 1886 года был почетным председателем Учёного общества лужичан. Яромер Хендрих Имиш умер 12 декабря 1897 года в Гёде.

## Сочинения
Является автором религиозных сочинений. В 1881 и 1893 годах редактировал издания Библии на верхнелужицком языке. На том же языке составил молитвенник и богослужебные книги.
Основные сочинения
- Łužiska wustawa a zjednoćene zamoženje łužiskeho wjesneho wokrjesa, 1849
- Čorneho boha nawalnosć w sudźenju a pokornosć w zjednanju. Kwasne łopjeno, 1849
- Mała ćahobiblija, 55 špruchow sw. pisma wosebje wot ćišćanych. 1850.
- Serbske konfirmacijske wopisma, 10 kruchow, 1853.
- Lećacy list evang. słowow na młodźinu. Přełožk. 1863
- Škit Boži. Wójnske modlitwy. 1866.
- Domjacy wołtaŕ. Modleŕske knihi.1867.
- Biblijske wobrazy za šulu a dom. 6 wobrazow z přełožkom z nĕmčiny. 1867.
- Rozprawje wubjerka k załoženju cyrkwje we Łupoj. 1873
- Domjaca klĕtka. 1876.
- Die innere Mission unter den Wenden. 1881
- Friedrich Heinrich Immisch. Der Panslawismus unter den sächsischen Wenden mit russischem Geld betrieben und zu den Wenden in Preußen hinübergetragen. Deutsche Antwort eines sächsischen Wenden. (нем.). — Leipzig, 1884.